# Olimpíada Geográfica Argentina
La Olimpíada Geográfica Argentina, era un certamen que por primera vez se llevó a cabo durante el año 1997. El mismo era organizado por la Fundación Evolución y fue realizado en diez ocasiones. La competencia estaba dirigida a estudiantes de nivel medio de enseñanza.
Desde 2007 la Olimpíada de Geografía ha sido unificada en el Programa Nacional Olimpíada de Geografía de la República Argentina, y es organizada por la Facultad de Humanidades y Ciencias de la Universidad Nacional del Litoral.

## Características
- La competencia se desarrollaba en tres instancias: escolar (en la que participaban los alumnos de cada establecimiento educativo), provincial (en la que participaban los alumnos de cada provincia así como también aquellos de la ciudad de Buenos Aires) y nacional (en la que competían los alumnos ganadores de cada provincia). En cada una de estas etapas la evaluación era individual y escrita, aunque en la instancia nacional existía una etapa final oral.
- Cada dos años se elegía a aquellos que representarían a Argentina en el certamen internacional conocido como National Geographic World Championship.
- En su décima y última edición (año 2007), la competencia sufrió ciertos cambios. En primer lugar, pasó a ser un certamen de participación grupal (hasta tres alumnos por grupo sumado al profesor asesor). Asimismo, se realizaron dos instancias escolares y finalmente una instancia nacional. Esto se relacionaba con el hecho que la compencia consistió en trabajos de investigación.

## Ganadores
| Posición             | EGB3                                                         | Polimodal                                                    |
| -------------------- | ------------------------------------------------------------ | ------------------------------------------------------------ |
| 1.er puesto          | Rodolfo José Cruz - Buenos Aires                             | María Ayelén Seguel - Santa Cruz                             |
| 2.º puesto           | Agustina Carignano Sechi - Córdoba                           | Marcos Lagunas - Chubut                                      |
| 3.er puesto          | Pamela Cifuentes - Mendoza                                   | Melina Tamborelli - Corrientes                               |
| Menciones especiales | Lucía Burnik - Corrientes y María Lourdes Saleme - Catamarca | Alicia Toledo - Mendoza y Mariana Antón Pérez - Buenos Aires |

| Posición    | EGB3                                  | Polimodal                           |
| ----------- | ------------------------------------- | ----------------------------------- |
| 1.er puesto | Luis Ezequiel Boero - Neuquén         | Federico Machinandiarena - Santa Fe |
| 2.º puesto  | Matías Saucedo - Mercedes, Corrientes | Matías Suárez - Santa Cruz          |
| 3.er puesto | Esteban Smolarz - Córdoba             | Javier Claudio Bava - La Pampa      |

| Posición    | EGB3                                | Polimodal                              |
| ----------- | ----------------------------------- | -------------------------------------- |
| 1.er puesto | Juan Ignacio Martina - Córdoba      | Carlos Santillán - Santiago del Estero |
| 2.º puesto  | Mauricio Fadel Argerich - Catamarca | Matías Casanova - Corrientes           |
| 3.er puesto | Rocío Lucía Rodríguez - Mendoza     | Nicolás Secco - La Pampa               |

| Posición             | EGB3                                                                     | Polimodal                                                                                  |
| -------------------- | ------------------------------------------------------------------------ | ------------------------------------------------------------------------------------------ |
| 1.er puesto          | María Belén Molina Sosa - Caucete, San Juan                              | Marcos Miguel Prunello - Bigand, Santa Fe                                                  |
| 2.º puesto           | Luciana Carrizo Burgos - San Fernando del Valle de Catamarca             | Andrea Geanina Gómez Herrera- Santiago del Estero                                          |
| 3.er puesto          | Matías Nahuel Herrera - Barrancas, Santa Fe                              | Carlos Santillán- Santiago del Estero                                                      |
| Menciones especiales | Jorge Mina - Las Varillas, Córdoba y Emanuel Ibarrolaza - Trelew, Chubut | Andrea Viviana Agüero - La Merced - Paclin, Catamarca y Emanuel Stortti - Goya, Corrientes |

| Posición    | Trabajo                      | Establecimiento                                                                  |
| ----------- | ---------------------------- | -------------------------------------------------------------------------------- |
| 1.er puesto | Villa de María de ¿Río Seco? | P.E.M. Nº 224 "Leopoldo Lugones" - Villa de María - Río Seco, Córdoba            |
| 2.º puesto  | Conciencia Sísimica          | Instituto Privado "Enrique Guillermo Hood" - San Fernando del Valle de Catamarca |
| 3.er puesto | Agua para todos              | Escuela de Frontera N° 6 -Laguna Blanca, Formosa                                 |